# Unión Autonomista Trentino Tirolesa
La Unión Autonomista Trentino Tirolesa (Unione Autonomista Trentino Tirolese) (UATT) fue partido político italiano un regionalista democristiano con sede en el Trentino, activo de 1982 a 1988.
Surgió en 1982 del sector más conservador del Partido Popular Trentino Tirolés (PPTT) tras la división de éste, liderado por Franco Tretter. En las elecciones provinciales de 1983 la UATT obtuvo un 8,2% de los votos, frente al 3,1% de Autonomía Integral, el otro grupo surgido del PPTT.
En 1988 sin embargo ambos grupos se reunificaron para dar lugar al Partido Autonomista Trentino Tirolés, que en las elecciones provinciales de ese año logró un 9,9% de los votos.
- Datos: Q4406136